# Sven Hempel

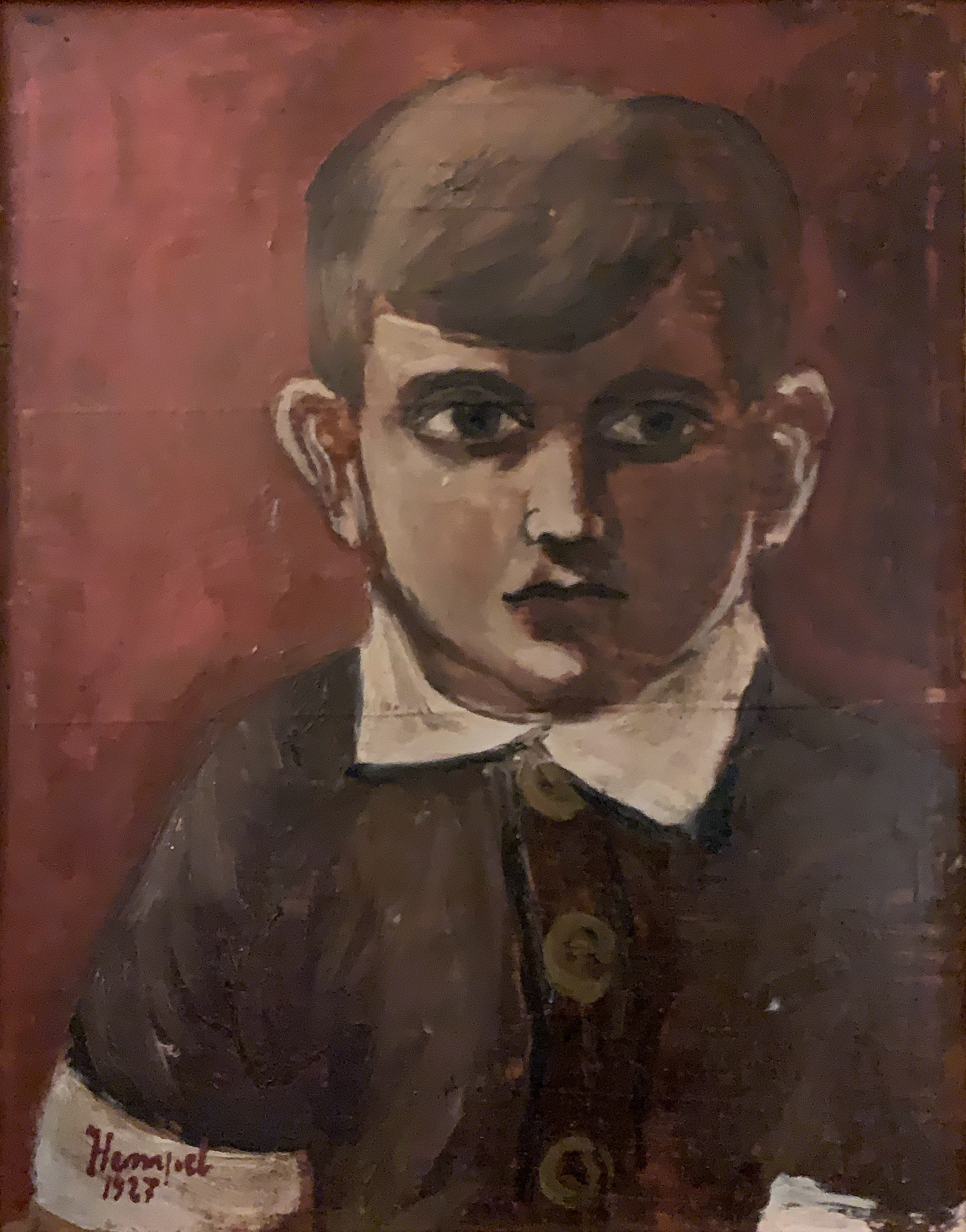
Sven Hempel, signerad 1927. Privat ägo.

Sven Svante Hilding Hempel, född den 24 november 1896 i Solna församling i Stockholms län, död den 16 november 1944 i Sundbyberg, var en svensk målare och tecknare.
Sven Hempel började sin konstnärliga bana med studier på Althins målarskola 1919 och senare 1921–1924 studerade han på Konsthögskolan. Där hade han bland annat Sven Erixson som studiekamrat och mycket god vän, med vilken han skulle göra flera studieresor utomlands, bland annat till Italien i början av 1920-talet.
Hempel debuterade 1925 på Göteborgs konsthall tillsammans med Carl J Alexanderson, Martin Emond, X:et, Paul Källström och Rudolf Persson under benämningen Fri konst. Samma grupp utökad med Gustaf och Märta Alexanderson och Gustav Arnér, det vill säga Nio Unga, ställer sedan ut på Liljevalchs i Stockholm 1926, 1929 och 1932 då gruppen upplöses.
Hempels motivkrets är i mycket densamma som de övriga medlemmarna i Nio Unga, det vill säga proletärernas och fattigfolkets värld, de trista förstadskvarteren, fabrikerna osv. Hempel kom under 1930-talet alltmer att ägna sig åt landskapsmåleri där han också tar upp arbetslivet på landet, arbetet på åkern, i bykstugan eller i ladugården. Han övergår sedan till mer religiöst färgade bilder med visionär drömlik prägel.
Minnesutställning på Färg och Form 1945, utställning på Hantverkshuset i Umeå tillsammans med verk av vännen Eric Hallström 1951 och ytterligare en minnesutställning, i Olle Olsson-huset i Solna, år 1997.
Representerad vid Moderna Museet i Stockholm  och vid Malmö museum.
Han gjorde teckningar till Ferlins dikter och till Moa Martinson och Gustaf Fröding.
Sven Hempel är begravd på Solna kyrkogård.